# Liste der Autorenbeteiligungen und Produktionen von Roland Kaiser
Dies ist eine Übersicht über die Kompositionen und Produktionen des deutschen Musikers, Komponisten und Produzenten Roland Kaiser auch unter anderen Namen wie Ronald Keiler und Wolf Wedding. Zu berücksichtigen ist, dass Hitmedleys, Remixe, Liveaufnahmen oder Neuaufnahmen des gleichen Interpreten nicht aufgeführt werden.

## #
| Jahr | Titel         | Interpret     | Funktion     |
| ---- | ------------- | ------------- | ------------ |
| 2001 | 1000°         | Roland Kaiser | Co-Komponist |
| 1988 | 17 Jahre lang | Roland Kaiser | Co-Produzent |

## A
| Jahr | Titel                        | Interpret                               | Funktion                   |
| ---- | ---------------------------- | --------------------------------------- | -------------------------- |
| 1994 | Abends                       | Roland Kaiser                           | Co-Komponist               |
| 2012 | Affäre                       | Roland Kaiser                           | Co-Komponist               |
| 2001 | Alles auf Anfang             | Roland Kaiser                           | Co-Komponist               |
| 2011 | Alles ist möglich            | Roland Kaiser                           | Co-Komponist               |
| 1986 | Als es dich noch nicht gab   | Roland Kaiser                           | Co-Komponist               |
| 1998 | Am besten du gehst           | Roland Kaiser                           | Co-Komponist               |
| 1981 | Am Ende bleiben Tränen       | Roland Kaiser                           | Co-Komponist               |
| 1990 | Am Ende bleiben Tränen       | Klaus Densow                            | Co-Komponist               |
| 2010 | Am Ende bleiben Tränen       | Andrew Carrington                       | Co-Komponist               |
| 2011 | Am Ende bleiben Tränen       | Jürgen Drews                            | Co-Komponist               |
| 1983 | An einem Tag, in einer Nacht | Roland Kaiser                           | Co-Komponist               |
| 1984 | An einem Tag, in einer Nacht | Marco Paulo (Songtitel: Se deus quiser) | Co-Komponist               |
| 1983 | Anfang und Ende              | Roland Kaiser                           | Co-Komponist               |
| 1987 | Auf dem Weg zu dir           | Roland Kaiser                           | Co-Komponist, Co-Produzent |
| 1998 | Ausgebrannt und leer         | Roland Kaiser                           | Co-Komponist               |

## B
| Jahr | Titel                              | Interpret     | Funktion                   |
| ---- | ---------------------------------- | ------------- | -------------------------- |
| 1991 | Beim nächsten Mal tut’s wieder weh | Milva         | Co-Komponist               |
| 2010 | Berlin                             | Karat         | Co-Komponist               |
| 2011 | Berlin am Abend                    | Roland Kaiser | Co-Komponist               |
| 1981 | Bin ich stark genug                | Roland Kaiser | Co-Komponist               |
| 1988 | Bis zum nächsten Mal               | Roland Kaiser | Co-Komponist, Co-Produzent |
| 2001 | Blende auf                         | Roland Kaiser | Co-Komponist               |
| 1989 | Blutjunges Blut                    | Roland Kaiser | Co-Komponist, Co-Produzent |

## D
| Jahr | Titel                                   | Interpret                                 | Funktion                   |
| ---- | --------------------------------------- | ----------------------------------------- | -------------------------- |
| 1989 | Dafür dank ich dir                      | Peter Maffay                              | Co-Komponist               |
| 1982 | Dann bist du da                         | Roland Kaiser                             | Co-Komponist               |
| 2013 | Das eine Mal verzeih’ ich dir           | Roland Kaiser                             | Co-Komponist               |
| 1982 | Das Fenster zum Hof                     | Roland Kaiser                             | Co-Komponist               |
| 2007 | Das Lied der Giblinge                   | Roland Kaiser                             | Co-Komponist               |
| 1979 | Das Mädchen am anderen Ende der Bar     | Roland Kaiser                             | Co-Komponist               |
| 1983 | Dein Lächeln deckt die Tränen zu        | Roland Kaiser                             | Co-Komponist               |
| 2003 | Der Mann im Spiegel                     | Roland Kaiser                             | Co-Komponist               |
| 1989 | Der Rest ist Schweigen                  | Roland Kaiser                             | Co-Komponist, Co-Produzent |
| 1980 | Dich vergeß’ ich nie                    | Bernhard Brink                            | Co-Komponist               |
| 1981 | Dich zu lieben                          | Roland Kaiser                             | Co-Komponist               |
| 2004 | Dich zu lieben                          | Frank Zander                              | Co-Komponist               |
| 2010 | Dich zu lieben                          | Andrew Carrington                         | Co-Komponist               |
| 2010 | Dich zu lieben                          | Guildo Horn & die Orthopädischen Strümpfe | Co-Komponist               |
| 2011 | Dich zu lieben                          | Josef Hassing                             | Co-Komponist               |
| 2011 | Dich zu lieben                          | Yvie & Deejay Mambo                       | Co-Komponist               |
| 2013 | Dich zu lieben                          | Andrea Berg & Roland Kaiser               | Co-Komponist               |
| 1982 | Die Frau, die ich liebe                 | Roland Kaiser                             | Co-Komponist               |
| 2001 | Die Frau, von der man spricht           | Roland Kaiser                             | Co-Komponist               |
| 1983 | Die Gefühle sind frei                   | Roland Kaiser                             | Co-Komponist               |
| 1999 | Dir geht es gut                         | Roland Kaiser                             | Co-Komponist               |
| 1986 | Doch das Leben wird weitergehen         | Roland Kaiser                             | Co-Komponist               |
| 1981 | Drachen steigen gegen den Wind          | Roland Kaiser                             | Co-Komponist               |
| 2004 | Du                                      | Roland Kaiser                             | Co-Komponist               |
| 1990 | Du bist die andere Frau                 | Roland Kaiser                             | Co-Komponist               |
| 1992 | Du bist mir schon mal im Traum begegnet | Roland Kaiser                             | Co-Komponist               |
| 2004 | Du bist noch hier                       | Roland Kaiser                             | Co-Komponist               |
| 1999 | Du bist weg                             | Roland Kaiser                             | Co-Komponist               |
| 2009 | Du gehörst zu mir                       | Roland Kaiser                             | Co-Komponist               |
| 1981 | Du gehst mir unter die Haut             | Roland Kaiser                             | Co-Komponist               |
| 2009 | Du kommst zu spät                       | Roland Kaiser                             | Co-Komponist               |
| 2015 | Du warst nicht zu verhindern            | Die Cappuccinos                           | Co-Komponist               |
| 1983 | Du wirst weinen                         | Roland Kaiser                             | Co-Komponist               |

## E
| Jahr | Titel                                       | Interpret     | Funktion                   |
| ---- | ------------------------------------------- | ------------- | -------------------------- |
| 2013 | Egoist                                      | Roland Kaiser | Co-Komponist               |
| 2009 | Ein Jahr lang ohne dich                     | Roland Kaiser | Co-Komponist               |
| 1985 | Ein neues Spiel, ein neues Glück            | Roland Kaiser | Co-Komponist               |
| 2011 | Ein Wunder, dass du immer noch bei mir bist | Roland Kaiser | Co-Komponist               |
| 1992 | Einmal im Leben                             | Roland Kaiser | Co-Komponist               |
| 1989 | Einmal ist keinmal                          | Roland Kaiser | Co-Komponist, Co-Produzent |
| 1987 | Einmal Träume erleben                       | Roland Kaiser | Co-Komponist, Co-Produzent |
| 1984 | Es geht mir gut heut’ Nacht                 | Thomas Anders | Co-Komponist               |
| 1988 | Es ging uns niemals so gut wie heute        | Roland Kaiser | Co-Produzent               |
| 1984 | Es kann der Frömmste nicht in Frieden leben | Roland Kaiser | Co-Komponist               |
| 2007 | Es war einmal ein Träumer                   | Roland Kaiser | Co-Komponist               |
| 1990 | Es war noch nie so schwer zu gehn           | Roland Kaiser | Co-Komponist               |
| 1989 | Es wird Zeit                                | Peter Maffay  | Co-Komponist               |
| 1998 | Extreme                                     | Roland Kaiser | Co-Komponist               |

## F
| Jahr | Titel                             | Interpret       | Funktion                   |
| ---- | --------------------------------- | --------------- | -------------------------- |
| 1980 | Fieber                            | Bernhard Brink  | Co-Komponist               |
| 1984 | Flieg’ mit mir zu den Sternen     | Roland Kaiser   | Co-Komponist               |
| 1984 | Flieg’ mit mir zu den Sternen     | G.G. Anderson   | Co-Komponist               |
| 1989 | Frauen                            | Roland Kaiser   | Co-Komponist, Co-Produzent |
| 1984 | Freiheit liegt im Land der Träume | Roland Kaiser   | Co-Komponist               |
| 1983 | Fremde Gefühle                    | Melanie Sanders | Co-Produzent               |

## G
| Jahr | Titel                         | Interpret     | Funktion     |
| ---- | ----------------------------- | ------------- | ------------ |
| 2007 | Ganz lang her                 | Roland Kaiser | Co-Komponist |
| 1993 | Ganz oder gar nicht           | Roland Kaiser | Co-Komponist |
| 1999 | Ganz weit vorn                | Roland Kaiser | Co-Komponist |
| 1996 | Gefühle gehen manchmal vorbei | Roland Kaiser | Co-Komponist |
| 1991 | Gelegenheit macht Liebe       | Nicole        | Co-Komponist |
| 2001 | Gib mir einen Tag Zeit        | Roland Kaiser | Co-Komponist |
| 1981 | Gloria                        | Roland Kaiser | Co-Komponist |
| 1982 | Grosser alter Mann            | Roland Kaiser | Co-Komponist |
| 1993 | Gun me nog wat tijd           | Benny Neyman  | Co-Komponist |

## H
| Jahr | Titel                     | Interpret     | Funktion                   |
| ---- | ------------------------- | ------------- | -------------------------- |
| 1981 | Hab’ ich zuviel riskiert  | Roland Kaiser | Co-Komponist               |
| 1990 | Halb im Himmel            | Roland Kaiser | Co-Komponist               |
| 1985 | Hallo mein alter Freund   | Roland Kaiser | Co-Komponist               |
| 2011 | Hast du Lust auf mehr     | Roland Kaiser | Co-Komponist               |
| 1987 | Haut an Haut              | Roland Kaiser | Co-Komponist, Co-Produzent |
| 1981 | Heiss und kalt            | Mary Roos     | Co-Komponist               |
| 1985 | Hier fing alles an        | Roland Kaiser | Co-Komponist               |
| 1988 | Hier ist einer zuviel     | Roland Kaiser | Co-Produzent               |
| 1989 | Hummer ist der beste Koch | Roland Kaiser | Co-Komponist, Co-Produzent |

## I
| Jahr | Titel                                    | Interpret                    | Funktion                   |
| ---- | ---------------------------------------- | ---------------------------- | -------------------------- |
| 1981 | Ich bin da                               | Tina York                    | Co-Komponist               |
| 1990 | Ich bin ganz ich                         | Milva                        | Co-Komponist               |
| 2007 | Ich bin noch immer verrückt nach dir     | Roland Kaiser                | Co-Komponist               |
| 1987 | Ich bleibe hier                          | Roland Kaiser                | Co-Komponist, Co-Produzent |
| 1984 | Ich fühl’ mich wohl in deinem Leben      | Roland Kaiser                | Co-Komponist               |
| 1988 | Ich glaub es geht schon wieder los       | Roland Kaiser                | Co-Komponist, Co-Produzent |
| 2007 | Ich glaub es geht schon wieder los       | Markus Becker & Willi Herren | Co-Komponist               |
| 1999 | Ich hab dich 1000mal geliebt             | Roland Kaiser                | Co-Komponist               |
| 2003 | Ich hab’ dir jedes Wort geglaubt         | Roland Kaiser                | Co-Komponist               |
| 2011 | Ich hab’ genug                           | Roland Kaiser                | Co-Komponist               |
| 1980 | Ich hab’ nur ein Leben zu leben          | Bernhard Brink               | Co-Komponist               |
| 1989 | Ich habe lange nichts gehört von dir     | Roland Kaiser                | Co-Komponist, Co-Produzent |
| 1993 | Ich lieb’ dich immer wie du bist         | Roland Kaiser                | Co-Komponist               |
| 1999 | Ich liebe dich mehr und mehr             | Roland Kaiser                | Co-Komponist               |
| 2003 | Ich liebe dich so wie du bist            | Roland Kaiser                | Co-Komponist               |
| 1977 | Ich vermisse die hungrigen Jahre         | Roland Kaiser                | Co-Komponist               |
| 1981 | Ich warte                                | Mary Roos                    | Co-Komponist               |
| 1982 | Ich will dich                            | Roland Kaiser                | Co-Komponist               |
| 1983 | Ich will die Nacht                       | Melanie Sanders              | Co-Komponist               |
| 1979 | Ich will für andere niemals Vorbild sein | Roland Kaiser                | Co-Komponist               |
| 1985 | Ich würd’ es wieder tun                  | Roland Kaiser                | Co-Komponist               |
| 1989 | Im 5. Element                            | Roland Kaiser                | Co-Komponist, Co-Produzent |
| 1979 | Im Dunkel der Nacht                      | Roland Kaiser                | Co-Komponist               |
| 1999 | Im Tal der tausend Sonnen                | Roland Kaiser & Anne Buckley | Co-Komponist               |
| 1979 | Immer auf die Kleinen                    | Roland Kaiser                | Co-Komponist               |
| 1982 | Irgendwo in dieser Stadt                 | Roland Kaiser                | Co-Komponist               |

## J
| Jahr | Titel                         | Interpret                                                      | Funktion                   |
| ---- | ----------------------------- | -------------------------------------------------------------- | -------------------------- |
| 1987 | Jane                          | Roland Kaiser                                                  | Co-Produzent               |
| 1992 | Jane                          | Roland Kaiser                                                  | Co-Komponist               |
| 1990 | Je länger je lieber           | Roland Kaiser                                                  | Co-Komponist               |
| 1988 | Jede Nacht hat deine Augen    | Roland Kaiser                                                  | Co-Komponist, Co-Produzent |
| 2001 | Jeder gegen jeden             | Roland Kaiser                                                  | Co-Komponist               |
| 2007 | Jeder schweigt so gut er kann | Roland Kaiser                                                  | Co-Komponist               |
| 1984 | Joana                         | Roland Kaiser                                                  | Co-Komponist               |
| 1985 | Joana                         | Frédéric François                                              | Co-Komponist               |
| 2007 | Joana                         | Peter Wackel feat. Chriss Tuxi (Songtitel: Joana (du…))        | Co-Komponist               |
| 2008 | Joana                         | Die jungen Zillertaler                                         | Co-Komponist               |
| 2008 | Joana                         | Boer Swa (Songtitel: Rozanna, gij dikke koe!)                  | Co-Komponist               |
| 2008 | Joana                         | Paul Zappel feat. DJ Henning (Songtitel: Joana - Du geile Sau) | Co-Komponist               |
| 2011 | Joana                         | Mr. Franz (Songtitel: Joana, du…)                              | Co-Komponist               |
| 2013 | Joana                         | Christoff                                                      | Co-Komponist               |
| 2013 | Joana                         | Matthias Lens                                                  | Co-Komponist               |
| 2015 | Joana                         | Buddy                                                          | Co-Komponist               |

## K
| Jahr | Titel                  | Interpret     | Funktion     |
| ---- | ---------------------- | ------------- | ------------ |
| 1989 | Kein Weg zu weit       | Peter Maffay  | Co-Komponist |
| 1992 | Kein Wort von Liebe    | Roland Kaiser | Co-Komponist |
| 1986 | Komm mit rein          | Roland Kaiser | Co-Komponist |
| 1987 | Königin für eine Nacht | Roland Kaiser | Co-Produzent |

## L
| Jahr | Titel                                | Interpret                                                  | Funktion                   |
| ---- | ------------------------------------ | ---------------------------------------------------------- | -------------------------- |
| 1992 | Land in Sicht                        | Roland Kaiser                                              | Co-Komponist               |
| 1986 | Lange Schatten                       | Roland Kaiser                                              | Co-Komponist               |
| 1989 | Lass dich gehn                       | Peter Maffay                                               | Co-Komponist               |
| 2001 | Lass mich einfach geh’n              | Roland Kaiser                                              | Co-Komponist               |
| 1999 | Lebe deinen Traum                    | Roland Kaiser                                              | Co-Komponist               |
| 1992 | Lebenslänglich du                    | Roland Kaiser                                              | Co-Komponist               |
| 2011 | Leg’ dich zu mir und lass’ uns reden | Roland Kaiser                                              | Co-Komponist               |
| 1982 | Leih’ mir die Flügel, Engel          | Roland Kaiser                                              | Co-Komponist               |
| 1997 | Leih’ mir die Flügel, Engel          | Laurena (Songtitel: Vleugels)                              | Co-Komponist               |
| 2010 | Leih’ mir die Flügel, Engel          | Adya & Nic Caan (Songtitel: Trouw je met mij)              | Co-Komponist               |
| 2010 | Leih’ mir die Flügel, Engel          | Los Angeles The Voices (Songtitel: Tu me das alas)         | Co-Komponist               |
| 2011 | Leih’ mir die Flügel, Engel          | Los Angeles The Voices (Songtitel: Jij geeft mij vleugels) | Co-Komponist               |
| 1981 | Lieb’ mich ein letztes Mal           | Roland Kaiser                                              | Co-Komponist               |
| 1981 | Lieb’ mich ein letztes Mal           | The Modern Accordeon Selection                             | Co-Komponist               |
| 1990 | Lieb mich heut Nacht                 | Roland Kaiser                                              | Co-Komponist               |
| 1984 | Liebe gibt es nicht                  | Roland Kaiser                                              | Co-Komponist               |
| 1988 | Liebe ist Krieg                      | Roland Kaiser                                              | Co-Produzent               |
| 1993 | Liebe ohne Lügen                     | Roland Kaiser                                              | Co-Komponist               |
| 1989 | Lieber heute als morgen              | Roland Kaiser                                              | Co-Komponist, Co-Produzent |
| 1992 | Lüg mich bitte an                    | Roland Kaiser                                              | Co-Komponist               |

## M
| Jahr | Titel                                   | Interpret                      | Funktion                   |
| ---- | --------------------------------------- | ------------------------------ | -------------------------- |
| 1989 | Mach’s gut                              | Roland Kaiser                  | Co-Komponist, Co-Produzent |
| 1979 | Manchmal geht es tiefer, als man glaubt | Roland Kaiser                  | Co-Komponist               |
| 1982 | Manchmal möchte ich schon mit dir       | Roland Kaiser                  | Co-Komponist               |
| 2001 | Manchmal möchte ich schon mit dir       | Bernd Clüver                   | Co-Komponist               |
| 2004 | Manchmal möchte ich schon mit dir       | Frank Zander                   | Co-Komponist               |
| 2007 | Manchmal möchte ich schon mit dir       | Dieter Thomas Kuhn & Band      | Co-Komponist               |
| 2008 | Manchmal möchte ich schon mit dir       | Peter Wackel feat. Chriss Tuxi | Co-Komponist               |
| 1986 | Mary                                    | Roland Kaiser                  | Co-Komponist               |
| 1998 | Mehr geht nicht                         | Roland Kaiser                  | Co-Komponist               |
| 2009 | Mein Freund                             | Roland Kaiser                  | Co-Komponist               |
| 1986 | Midnight Lady (einsam so wie ich)       | Roland Kaiser                  | Co-Komponist               |
| 1989 | Mit dir kommt Leben in mein Leben       | Roland Kaiser                  | Co-Komponist, Co-Produzent |

## N
| Jahr | Titel                               | Interpret     | Funktion                   |
| ---- | ----------------------------------- | ------------- | -------------------------- |
| 1988 | Nachgefühl                          | Roland Kaiser | Co-Produzent               |
| 2003 | Nichts mehr wird sein               | Roland Kaiser | Co-Komponist               |
| 1979 | Nie mehr Whisky                     | Roland Kaiser | Co-Komponist               |
| 1993 | Nie wieder ohne                     | Roland Kaiser | Co-Komponist               |
| 1998 | Niemand ändert mein Gefühl für dich | Roland Kaiser | Co-Komponist               |
| 1988 | Noch ist Licht in deinen Augen      | Roland Kaiser | Co-Komponist, Co-Produzent |
| 1989 | Norma Jean                          | Roland Kaiser | Co-Komponist, Co-Produzent |
| 1984 | Nur du und ich                      | Roland Kaiser | Co-Komponist               |
| 1987 | Nur noch du                         | Roland Kaiser | Co-Komponist, Co-Produzent |

## O
| Jahr | Titel          | Interpret        | Funktion     |
| ---- | -------------- | ---------------- | ------------ |
| 1982 | Où est l’amour | Mireille Mathieu | Co-Komponist |

## S
| Jahr | Titel                                        | Interpret                          | Funktion                   |
| ---- | -------------------------------------------- | ---------------------------------- | -------------------------- |
| 1990 | Sag das nochmal                              | Roland Kaiser                      | Co-Komponist               |
| 1996 | Sag’ ihm, dass ich dich liebe                | Roland Kaiser                      | Co-Komponist               |
| 2013 | Sag mir noch einmal…                         | Roland Kaiser                      | Co-Komponist               |
| 1992 | Sag niemals nie                              | Roland Kaiser                      | Co-Komponist               |
| 1980 | Santa Maria                                  | Roland Kaiser                      | Co-Komponist               |
| 1981 | Santa Maria                                  | Gerd Christian                     | Co-Komponist               |
| 1994 | Sarajevo weint                               | Roland Kaiser                      | Co-Komponist               |
| 1979 | Schach matt                                  | Roland Kaiser                      | Co-Komponist               |
| 1979 | Schach matt                                  | Orchester Udo Reichel              | Co-Komponist               |
| 1980 | Schiffe, die sich nachts begegnen            | Nana Mouskouri                     | Co-Komponist               |
| 1983 | Schuld war die Unschuld                      | Roland Kaiser                      | Co-Komponist               |
| 1981 | Schweigen                                    | Roland Kaiser                      | Co-Komponist               |
| 1988 | Seitenblicke                                 | Roland Kaiser                      | Co-Komponist, Co-Produzent |
| 2007 | Sexy warst du schon immer                    | Roland Kaiser                      | Co-Komponist               |
| 1985 | Sie lebt in dir                              | Roland Kaiser                      | Co-Komponist               |
| 2011 | Sie weiss genau, was sie tut, wenn sie’s tut | Roland Kaiser                      | Co-Komponist               |
| 1977 | Skateboard                                   | Benny                              | Co-Komponist               |
| 1977 | Skateboard                                   | Cliff Carpenter und sein Orchester | Co-Komponist               |
| 1977 | Skateboard                                   | Copains                            | Co-Komponist               |
| 1993 | So fängt es an                               | Roland Kaiser                      | Co-Komponist               |
| 1988 | So hab’ ich dich noch nie gesehen            | Bernhard Brink                     | Co-Komponist               |
| 1988 | So lieb’ ich dich                            | Roland Kaiser                      | Co-Produzent               |
| 1998 | So liebst nur du                             | Roland Kaiser                      | Co-Komponist               |
| 2007 | So viel Liebe hält keiner aus                | Roland Kaiser                      | Co-Komponist               |
| 2007 | Sommer in deinen Armen                       | Roland Kaiser                      | Co-Komponist               |
| 1987 | Sommernachtsträume                           | Roland Kaiser                      | Co-Komponist, Co-Produzent |
| 1987 | Sommernachtsträume                           | Klaus Densow                       | Co-Komponist               |
| 1989 | Steh auf                                     | Peter Maffay                       | Co-Komponist               |
| 2011 | Stille                                       | Bodo Wartke                        | Co-Komponist               |
| 1998 | Stille und Sturm                             | Roland Kaiser                      | Co-Komponist               |
| 1992 | Südlich von mir                              | Roland Kaiser                      | Co-Komponist               |

## T
| Jahr | Titel       | Interpret      | Funktion                   |
| ---- | ----------- | -------------- | -------------------------- |
| 1983 | Tief in mir | Roland Kaiser  | Co-Komponist               |
| 1989 | Tut weh     | Roland Kaiser  | Co-Komponist, Co-Produzent |
| 1985 | Twijfels    | Fonne Staepels | Co-Komponist               |

## U
| Jahr | Titel                                 | Interpret     | Funktion                   |
| ---- | ------------------------------------- | ------------- | -------------------------- |
| 1987 | Überall bist du                       | Roland Kaiser | Co-Komponist, Co-Produzent |
| 1992 | Überall du                            | Roland Kaiser | Co-Komponist               |
| 1990 | Un amore grande                       | Roland Kaiser | Co-Komponist               |
| 1982 | Und doch fühle ich Angst in mir       | Roland Kaiser | Co-Komponist               |
| 1981 | Und ich schliess die Augen            | Roland Kaiser | Co-Komponist               |
| 1984 | Und in dieser Nacht bin ich gestorben | Roland Kaiser | Co-Komponist               |
| 1987 | Unerreichbar nah                      | Roland Kaiser | Co-Produzent               |
| 1992 | Unnahbar                              | Roland Kaiser | Co-Komponist               |
| 1990 | Unter die Haut                        | Roland Kaiser | Co-Komponist               |

## V
| Jahr | Titel                              | Interpret     | Funktion                   |
| ---- | ---------------------------------- | ------------- | -------------------------- |
| 1987 | Veronica                           | Roland Kaiser | Co-Komponist, Co-Produzent |
| 1993 | Verrückt nach dir                  | Roland Kaiser | Co-Komponist               |
| 1983 | Vielleicht bin ich zu jung         | Wolff Gerhard | Co-Komponist               |
| 1983 | Vielleicht war ich zu jung         | Roland Kaiser | Co-Komponist               |
| 1990 | Viva l’amor                        | Roland Kaiser | Co-Komponist               |
| 1996 | Von dir - Von mir                  | Roland Kaiser | Co-Komponist               |
| 2008 | Von Liebe war bei uns nie die Rede | Roland Kaiser | Co-Komponist               |
| 1982 | Vorbei ist nicht vorbei            | Roland Kaiser | Co-Komponist               |

## W
| Jahr | Titel                                 | Interpret                                 | Funktion                   |
| ---- | ------------------------------------- | ----------------------------------------- | -------------------------- |
| 2009 | Wann werden wir uns begegnen          | Roland Kaiser                             | Co-Komponist               |
| 1999 | Warum denn aus Liebe weinen           | Roland Kaiser                             | Co-Komponist               |
| 1983 | Warum hast du ihn verlassen           | Roland Kaiser                             | Co-Komponist               |
| 2014 | Warum hast du nicht nein gesagt       | Roland Kaiser & Maite Kelly               | Co-Produzent               |
| 1987 | Warum liebst du grad’ mich            | Roland Kaiser                             | Co-Komponist, Co-Produzent |
| 1990 | Was für ein Gefühl                    | Roland Kaiser                             | Co-Komponist               |
| 1977 | Was hat er, was ich nicht hab         | Roland Kaiser                             | Co-Komponist               |
| 1993 | Was wäre wenn                         | Roland Kaiser                             | Co-Komponist               |
| 2007 | Was weißt du schon von Liebe          | Roland Kaiser                             | Co-Komponist               |
| 2008 | Was willst du hier                    | Roland Kaiser                             | Co-Komponist               |
| 1988 | Was willst du von mir                 | Roland Kaiser                             | Co-Produzent               |
| 1981 | Weil ich glaube                       | Roland Kaiser                             | Co-Komponist               |
| 2001 | Weil ich sie liebe                    | Roland Kaiser                             | Co-Komponist               |
| 1982 | Weit vor der Zeit                     | Roland Kaiser                             | Co-Komponist               |
| 1996 | Wenn der Wind sich dreht              | Roland Kaiser                             | Co-Komponist               |
| 1999 | Wenn die Nacht beginnt                | Roland Kaiser                             | Co-Komponist               |
| 1981 | Wenn du jede Nacht alleine träumst    | Roland Kaiser                             | Co-Komponist               |
| 1983 | Wenn du weisst, wo du hingehörst      | Roland Kaiser                             | Co-Komponist               |
| 1982 | Wenn ich träume                       | Roland Kaiser                             | Co-Komponist               |
| 1981 | Wenn sie auch kein Engel ist          | Roland Kaiser                             | Co-Komponist               |
| 1983 | Wenn wir Kinder wären                 | Roland Kaiser                             | Co-Komponist               |
| 1978 | Wer sich selbst nur liebt             | Roland Kaiser                             | Co-Komponist               |
| 1978 | Wer sich selbst nur liebt             | Siw Inger (Songtitel: Den som aldrig ger) | Co-Komponist               |
| 1990 | Wetten dass…?                         | Mara Laurien                              | Co-Komponist, Co-Produzent |
| 1983 | Wie die Zeit vergeht                  | Roland Kaiser                             | Co-Komponist               |
| 1983 | Wie ein Traum                         | Melanie Sanders                           | Co-Produzent               |
| 1986 | Wie soll ich leben ohne dich          | Roland Kaiser                             | Co-Komponist               |
| 1984 | Wie weit ist zu weit                  | Roland Kaiser                             | Co-Komponist               |
| 1983 | Wieviel sind wir uns noch wert        | Roland Kaiser                             | Co-Komponist               |
| 1996 | Willst du wirklich geh’n              | Roland Kaiser                             | Co-Komponist               |
| 1990 | Wind auf der Haut und Lisa            | Roland Kaiser                             | Co-Komponist               |
| 1987 | Wir lieben nur einmal                 | Roland Kaiser                             | Co-Komponist, Co-Produzent |
| 1988 | Wir sind der Tag                      | Roland Kaiser                             | Co-Produzent               |
| 2008 | Wir sind Sehnsucht                    | Roland Kaiser                             | Co-Komponist               |
| 2001 | Wir werden uns wiedersehen            | Roland Kaiser                             | Co-Komponist               |
| 1999 | Wir wollten niemals auseinander geh’n | Roland Kaiser                             | Co-Komponist               |
| 1992 | Wo bist du                            | Roland Kaiser                             | Co-Komponist               |
| 1993 | Wo sind deine Träume                  | Roland Kaiser                             | Co-Komponist               |
| 1982 | Wohin gehst du?                       | Roland Kaiser                             | Co-Komponist               |
| 1982 | Wohin gehst du?                       | Orchester Udo Reichel                     | Co-Komponist               |

## Z
| Jahr | Titel                                   | Interpret     | Funktion     |
| ---- | --------------------------------------- | ------------- | ------------ |
| 1977 | Zieh’ dir nicht die Jacke an            | Daniel David  | Co-Komponist |
| 2009 | Zum Weihnachtsfest seh’n wir uns wieder | Roland Kaiser | Co-Komponist |
| 2011 | Zurück für die Zukunft                  | Roland Kaiser | Co-Komponist |
| 1985 | Zwei endlose Stunden                    | Roland Kaiser | Co-Komponist |
| 2011 | Zwei Fremde                             | Roland Kaiser | Co-Komponist |
| 2009 | Zwei wie wir                            | Roland Kaiser | Co-Komponist |
| 1987 | Zwischen Feuer und Eis                  | Roland Kaiser | Co-Produzent |
| 1979 | Zwischen Hamburg und München            | Roland Kaiser | Co-Komponist |